# Embajadores (metropolitana di Madrid)
Embajadores è una stazione della linea 3 della metropolitana di Madrid e della linea C5 delle Cercanías di Madrid.
Si trova sotto alla glorieta de Embajadores, tra i distretti Arganzuela e Centro.
Si tratta di una stazione di interscambio con la stazione di Acacias. Le due stazioni sono collegate tramite una galleria che permette di spostarsi da una stazione all'altra in pochi minuti senza bisogno di risalire in superficie.

## Storia
Il 9 agosto 1936 fu inaugurata la linea 3 della metropolitana nella tratta tra Sol ed Embajadores.
Il 6 giugno 1968 fu aperta la linea 5 tra Carabanchel e Callao e la stazione di Acacias fu unita a quella di Embajadores attraverso un lungo tunnel per permettere l'interscambio tra le due linee.
Nel 1987 fu aperto al pubblico il tratto Aluche-Atocha della rete di Cercanías e furono unite le antiche linee C5 e C6 della rete, in modo che ora nella stazione di Embajadores passa solamente la linea C5.
Tra il 2003 e il 2006 si portò a termine una ristrutturazione integrale della linea 3 e le pensiline della stazione furono ampliate di 30 m verso sud. Fu ristrutturato l'ingresso comune per accedere alla metropolitana e alle Cercanías e fu creato anche un nuovo accesso. Durante questi lavori furono ritrovati importanti reperti archeologici.

## Accessi
Ingresso Acacias
- Embajadores Glorieta de Embajadores, 7
- Ascensore Glorieta de Embajadores, 7

Ingresso Renfe
- Renfe Renfe Cercanías aperto dalle 6:00 alle 00:30

Ingresso Ronda de Valencia
- Ronda de Valencia Glorieta de Embajadores, 3 aperto dalle 6:00 alle 21:40